# Кримська вулиця (Мелітополь)
Кримська вулиця — вулиця у Мелітополі. Починається перехрестям з вулицею Олександра Невського (як пряме продовження Південного провулка), повертає під прямим кутом і йде на південь паралельно вулиці Олександра Невського, закінчується глухим кутом і перетином з пішохідною стежкою на березі Піщаного струмка. Забудована приватними будинками.

## Назва
Вулиця названа на честь півострова Крим.
Поруч знаходиться Кримський провулок, який успадкував колишню назву вулиці (до 1957 року вона називалась Кримським провулком).

## Історія
23 липня 1954 року було прийнято рішення про прорізку та найменування провулка Кримського.
29 березня 1957 року провулок Кримський та його продовження були перейменовані на Кримську вулицю. Того ж дня і сусідній Річковий провулок став Річковою вулицею.